# Bouk Schellingerhoudt

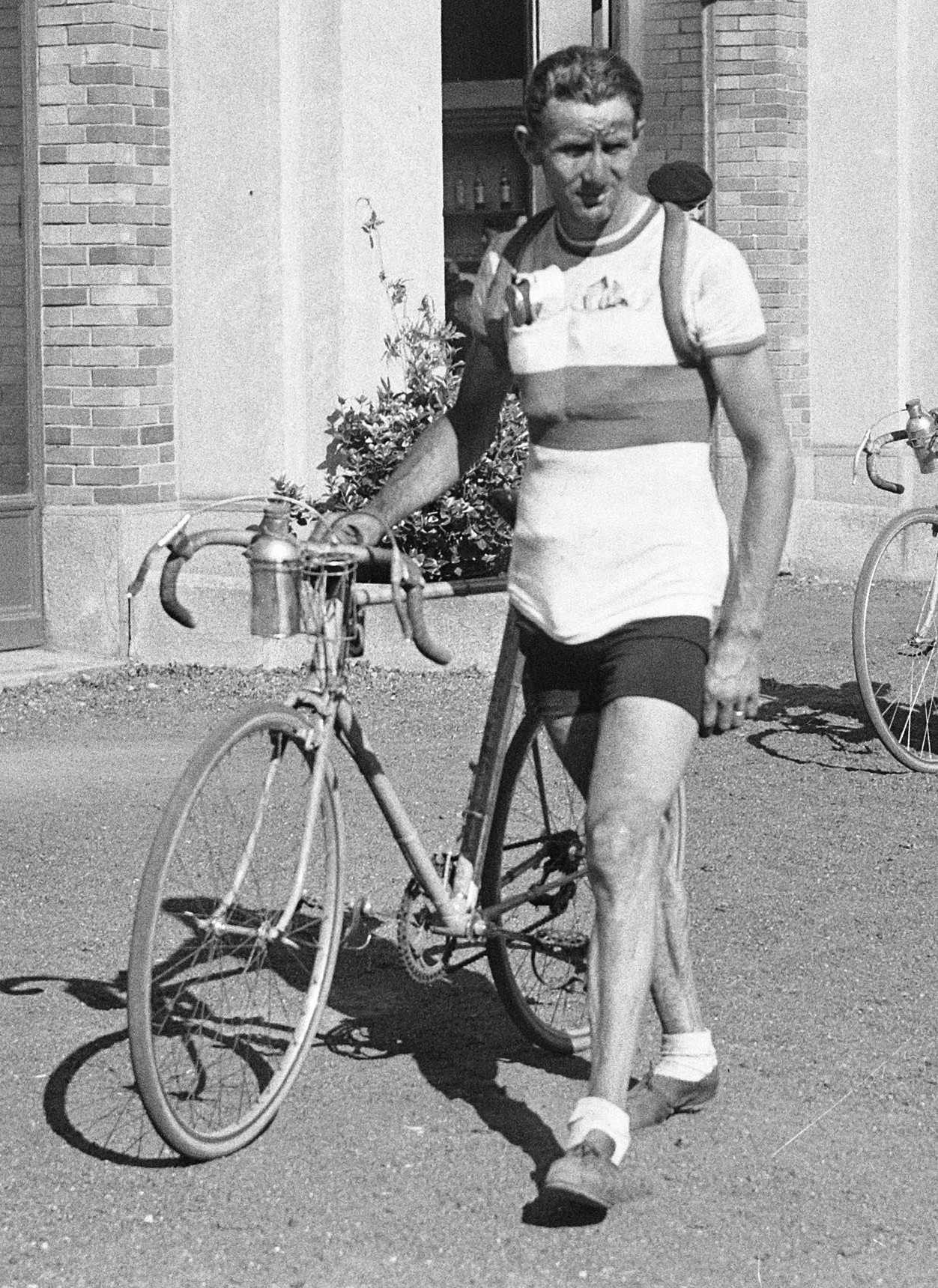
Bouk Schellingerhoudt bei der Tour de France 1947

Robert „Bouk“ Schellingerhoudt (* 4. Mai 1919 in Zaandam; † 19. September 2010 ebenda) war ein niederländischer Radrennfahrer.
Bouk Schellingerhoudt war Profi-Rennfahrer von 1942 bis 1954. 1946 wurde er Niederländischer Meister im Straßenrennen. 1949 Dritter der Ronde van Nederland. 1947 nahm er an der Tour de France teil.
Schellinghoudts ursprünglicher Vorname lautete Robert, im Peloton wurde er jedoch nur „Bouk“ genannt, so dass er seinen Namen offiziell ändern ließ.
Nach dem Ende seiner Radsportlaufbahn eröffnete Schellingerhoudt ein Tabakwarengeschäft in seiner Heimatstadt Zaandam. 2009 wurde er wegen seiner besonderen Verdienste um den Radsport mit dem „Zilveren Wiel“ (Silbernes Rad) des niederländischen Radsportverbandes Koninklijke Nederlandsche Wielren Unie (KNWU) ausgezeichnet. Anlässe waren sein 90. Geburtstag sowie das 40-jährige Bestehen der Jugendradsportschule seines Vereins „Door Training Sterk“, die er gegründet hatte.